# 紐回
纽回（?—?），字孝政，河东郡安邑县（今山西省夏县）人，隋朝人物。
纽回性情至孝，北周武成年间，父母去世，他在墓旁结庐，负土成坟。庐前长出一株麻，高一丈多，双手围起来合抱，枝叶郁茂，冬夏常青。有乌鸦栖在上面，纽回举声大哭，乌鸦也悲鸣，时人惊异。周武帝表彰他的家门，擢是他为甘棠县令。隋文帝开皇初年去世，其子紐士雄。

## 延伸阅读
[在维基数据编辑]
 《隋書·卷72》，出自魏徵《隋书》